# Hydroptila andalusiaca
Hydroptila andalusiaca är en nattsländeart som beskrevs av Gonzalez och Cobo 1994. Hydroptila andalusiaca ingår i släktet Hydroptila och familjen smånattsländor. Inga underarter finns listade i Catalogue of Life.